# Die Luftwacht

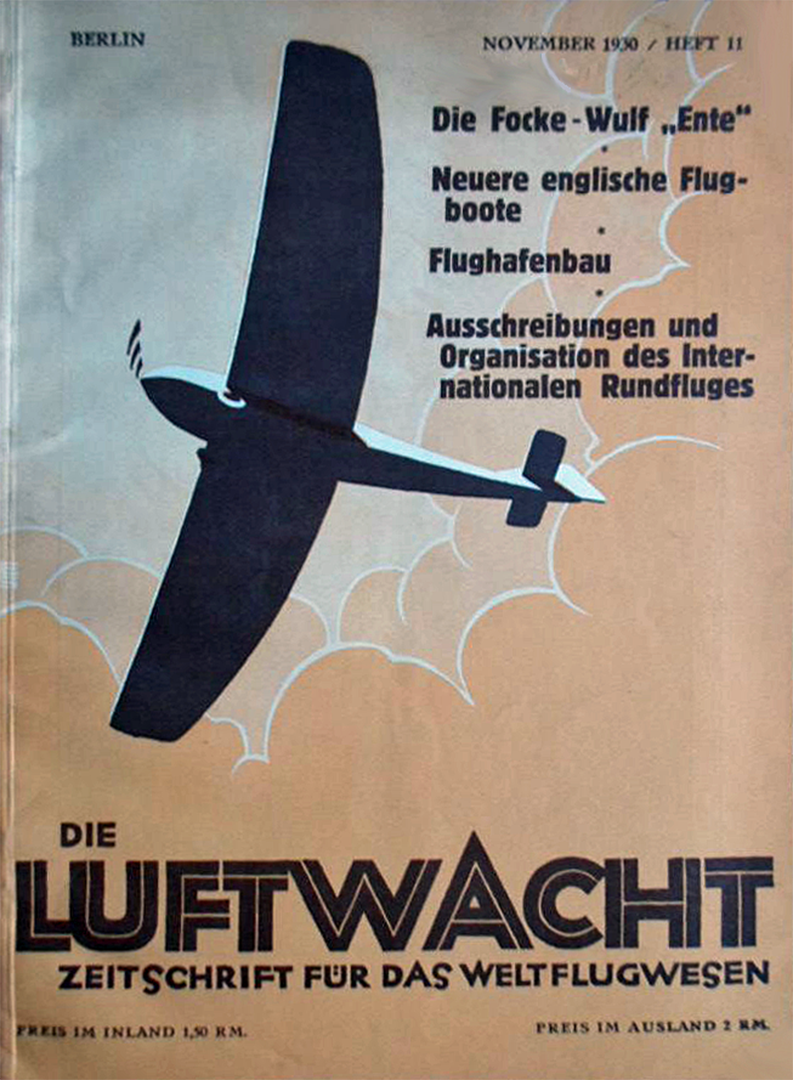
Die Luftwacht November 1930, Heft 11

Die Luftwacht. Zeitschrift für das Weltflugwesen war eine Luftfahrtzeitschrift, die ab 1927 bis zum September 1944 in Deutschland erschien. Die Zeitschrift wurde in Berlin bei E. S. Mittler verlegt. Vorgänger-Titel waren ab 1925 das Luftnachrichtenblatt und ab 1921 das Flieger-Ring-Nachrichtenblatt (FRN).

## Ausgaben
In der NS-Zeit wurde der Name der Zeitschrift auf Wunsch des Reichsluftfahrtministeriums ab der ersten Nummer des Jahres 1934 in Deutsche Luftwacht geändert und mit der Aufsplittung in die drei separaten Ausgaben Luftwissen (ISSN 0935-4336, bis 1944), Luftwelt (bis 1944) und Luftwehr (ISSN 0935-4328 bis 1939, Nr. 8)  eine komplett neue Struktur geschaffen. Der Hauptredakteur war Otto Hollbach in Zusammenarbeit mit der Deutschen Akademie der Luftfahrtforschung und der Lilienthal-Gesellschaft für Luftfahrtforschung. Reichsmarschall Hermann Göring und andere ranghohe NS-Militärführer wurden oft im Magazin abgebildet. Während dieser Zeit trug das Titelblatt auch das Nazi-Hakenkreuz-Emblem. Während der Zeit des Zweiten Weltkriegs wurden militärische Aktivitäten, zum Beispiel die Bombardierung von Coventry, in Artikeln dargestellt.